# Mosqueter de la Guàrdia

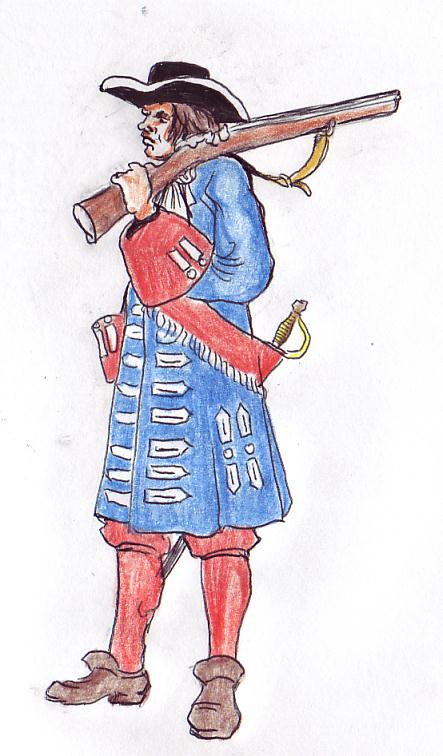
Mosqueter francès, c. 1672

Els Mosqueters de la Guàrdia (en francès Mousquetaires de la Garde), també anomenats mosqueters negres i mosqueters grisos, van ser una companyia de combat de la branca militar de la Maison du Roi, la casa reial de la monarquia francesa. El seu nom va ser popularitzat posteriorment per les novel·les d'Alexandre Dumas.

## Història
El cos de Mosqueters de la Guàrdia es va crear el 1622 quan Lluís XIII va promocionar una companyia de cavalleria lleugera (els carabins, creada pel pare de Lluís, Enric IV) amb mosquets. Els mosqueters lliuraven les batalles a peu (com a part de la infanteria) i dalt de cavall (formant amb la cavalleria). Constituïen la guàrdia reial mentre el rei era fora de les residències reials (dins de les residències reials, la guàrdia del rei estava formada per la Garde du Corps i els Gardes Suisses).
Poc temps després, el cardenal Richelieu va crear una segona companyia de mosqueters. Després de la mort del cardenal el 1642, la companyia va passar al seu successor, el cardenal Mazzarino, que va dissoldre el cos de mosqueters el 1646. Els mosqueters van reaparèixer el 1657 amb una companyia de 150 homes. A la mort de Mazzarino el 1661, els antics mosqueters del cardenal van passar sota el control directe de Lluís XIV. Les dues companyies de mosqueters foren reorganitzades el 1664, i una va prendre el nom de «mosqueters grisos» (mousquetaires gris), pel color dels seus cavalls, mentre que la segona fou anomenada els «mosqueters negres» (mousquetaires noirs). Aproximadament al mateix temps es va duplicar el nombre d'efectius de cada companyia.
Els mosqueters eren una de les companyies militars més prestigioses de l'antic règim i, en principi, l'accés era reservat als nobles. Amb les reformes de Michel Le Tellier, que va obligar a un cert nombre d'anys de servei militar abans que els nobles poguessin assolir el rang d'oficial, molts nobles van intentar fer aquest servei dins les privilegiades companyies de mosqueters reials.
El 1776, els mosqueters van ser dissolts per Lluís XVI per raons pressupostàries. Reformats el 1789, van ser dissolts novament poc temps després. Es van reformar de nou el 6 de juliol de 1814 i es van dissoldre definitivament l'1 de gener de 1816.